# FSP Turbo Minden
FSP Turbo Minden ist ein Futsalverein aus der ostwestfälischen Stadt Minden, in Nordrhein-Westfalen.

## Geschichte
Der Verein wurde im Jahre 2017 gegründet, nachdem der heutige 1. Vorsitzende Deniz Bärsch und Christoph Gresförder eine beruflich bedingte Begegnung mit dem Bielefelder Futsalclub MCH Futsal Club Sennestadt hatten. Gleich in der ersten Saison gelang der Aufstieg in die zweitklassige Oberliga Westfalen. In der folgenden Saison 2018/19 wurde der Durchmarsch in die erstklassige Futsalliga West nur knapp verpasst, als die Mindener Vizemeister hinter Cherusker Detmold wurde. Die Mindener revanchierten sich im Westdeutschen Pokal, den der FSP Turbo mit 5:4 gegen die Detmolder gewinnen konnten. Ein Jahr später gelang den Mindenern der Aufstieg in die Futsalliga West.

## Erfolge
- Aufstieg in die Futsalliga West: 2020
- Aufstieg in die Futsal-Oberliga Westfalen: 2018
- Westdeutscher Futsal-Pokalsieger: 2019

## Persönlichkeiten
- Aias Aosman (* 1994)